# Нзерекоре
Нзерекоре (на френски: Nzérékoré или N'Zérékoré) е най-големият град в Горска Гвинея (Guinée forestière), регион в Гвинея. Нзерекоре е столица на едноименния административен регион и център на едноименната префектура. Освен префектурата Нзерекоре, административният район обхваща и префектурите Масента, Гекеду, Бейла, Лола и Йому. Нзерекоре е вторият по население град в Гвинея след Конакри и малко преди Гекеду и Канкан.
През 1911 г. градът е център на брожения срещу френската колониална власт.

## География

### Местоположение и площ
Нзерекоре се разпростира на площ от 47,3 km2. Намира се на 39 km от префектурата Нзерекоре-Лола, на 62 km от префектурата Нзерекоре-Йому, на 125 km от Нзерекоре-Бейла и на 135 km от Нзерекоре-Масента.

### Релеф
Релефът е хълмист и със средна надморска височина от 480 m. Платото се характеризира с гнайсови и кварцови възвишения. В Нзерекоре се намират три възвишения: Гьотьо (450 m), Хононье и Куелейе (350 m).

### Климат
Климатът е субекваториално-планински. Съществуват две годишни времена: сух период (декември-февруари) и дъждовен период (март-ноември).

### Хидрография
Главният водоем на Нзерекоре е река Тиле. В града съществуват около 23 езерца (marigots), типични за тази част на Африка.

## Историческа справка
Населението на града нараства рязко след Втората световна война, тъй като в този период градът се превръща в административен и търговски център на Горска Гвинея. В Нзерекоре са изградени дъскорезница и завод за шперплат, които подпомагат местната икономика. В близост до града са намерени богати залежи на желязна руда.
Градът се намира в близост до границите с Кот д'Ивоар и Либерия. През 90-те години на XX в. и в началото на новото хилядолетие градът е разтърсен от Първата и Втората гражданска война в Либерия. Много бежанци от Либерия се настаняват в Нзерекоре. Бежанци прииждат и от Кот д'Ивоар. Населението достига почти 300 000 души.

## Население
През 2008 г. населението на Нзерекоре е било 224 791 души, а през 1996 г. е било само 107 329. Средното годишно увеличение на населението в периода между двете преброявания е от 6,35 %.

### История
Градът бива заселен през XVI и XVII в.: Тогава започва преселването на етническите групи Герзе и Мано. Около 1700 г. тези етнически групи са повлияни от преселилия се от север народ Кониаке, а един век по-късно Герзе вече се заселват окончателно в региона.

### Етнически състав
Населението на Нзерекоре се състои от различни етнически групи: Герзе и Мано (автохтонно население), Кониаке, както и голяма общност от Фулбе. Други представени етнически групи са Тома, Киси и Сусу. В Нзерекоре живеят и граждани на съседните африкански държави, като сред тях има и политически бежанци от Сиера Леоне и Либерия.

## Административно деление
Градът е разделен на 34 квартала и 100 сектора.

## Пътна инфраструктура
Нзерекоре разполага с 95 km пътища, от които 25 km са асфалтирани.

## Икономика

### Земеделие
В Нзерекоре се отглеждат разнообразни земеделски култури: ориз, царевица, маниока, сладък картоф, таро, култури за износ като кафе, какао, кола и палмово масло, както и марули, домати, бамя, краставици и патладжани.

### Скотовъдство
В Нзерекоре се развива овцевъдство, свиневъдство и козевъдство, а говеждото месо се набавя от съседните префектури.

### Малки и средни предприятия
В Нзерекоре съществуват множество малки и средни предприятия, най-вече в сферата на шивачеството, фризьорството, дърводелството, монтьорството, бояджийството, пекарството, клането на животни и тапицерството. В града се намират и три пазара: Централният пазар, пазарът Мохому и пазарът Дорота. Пазарният ден в Нзерекоре е сряда.

## Известни личности
- капитан Муса Дадис Камара, самопровъзгласил се през 2008 г. президент на Гвинея, родом из едно от близките до Нзерекоре села.